# Dziersław Włostowski
Dziersław Włostowski (Dziersław z Włostowic, także Dzierżko, Dersław) herbu Oksza (zginął 10 listopada 1444 w bitwie pod Warną) – polski rycerz, szlachcic, dworzanin królewski i urzędnik Królestwa Polskiego. Starosta generalny podolski w latach 1435–1437, i w 1439 roku, starosta kamieniecki w 1431 roku, dworzanin królewski w 1428 roku.

## Życiorys
Uczestniczył w bitwie pod Grunwaldem w 1410, przed bitwą przyniósł królowi Władysławowi Jagielle wiadomość, że widział dwie chorągwie krzyżackie. Uczestniczył również w wojnie głodowej 1414 roku, z nadania króla administrował przez około miesiąc zamkiem w Olsztynie. Występował jako świadek w przywilejach księcia Świdrygiełły.
W latach 1430–1432 był starostą sądeckim. Uczestniczył w konfederacji Spytka z Melsztyna w 1439 roku. Rok później wziął udział w wyprawie Władysława III na Węgry. Jan Długosz podawał, że Piotr Polak został odwołany ze starostwa podolskiego przed wyjazdem króla na Węgry. Jednak źródła współczesne zdają się wskazywać, że w tym czasie starostwo podolskie zostało odjęte Dziersławowi Włostowskiemu.
Jako starosta kamieniecki uczestniczył i poległ w bitwie pod Warną 10 listopada 1444, kiedy zginęło wielu znamienitych rycerzy i dostojników, m.in. bracia Tarnowscy, Stanisław syn Zawiszy z Garbowa, starosta lwowski Spytek Jarosławski (zm. 1444), dworzanin królewski Paweł Wojnicki z Sienna.